# Heugrumbach
Heugrumbach ist ein Gemeindeteil der Stadt Arnstein im unterfränkischen Landkreis Main-Spessart in Bayern.

## Lage
Das Pfarrdorf Heugrumbach liegt am Fuß des Höhberges im Tal der Wern, direkt westlich von Arnstein. Westlich des Altortes fließt der Krebsbach, ein rechter Zufluss der Wern. Weiter im Westen befindet sich ein Gewerbegebiet. Durch eine ab den 1950er Jahren entstandene Siedlung am Hang des Höhberges ist der Ort mit der Arnsteiner Vorstadt Bettendorf zusammengewachsen.
Die durch den Ort verlaufende Bundesstraße 26 führt westwärts nach Reuchelheim und ostwärts nach Arnstein. Von dieser zweigt die Staatsstraße St 2294 nordwärts nach Büchold ab.
An Heugrumbach grenzen folgende Gemarkungen:
|             | Büchold                                     |          |
| Reuchelheim | Kompassrose, die auf Nachbargemeinden zeigt | Arnstein |
|             |                                             |          |

## Geschichte
Die erste bekannte Erwähnung von Heugrumbach stammt aus dem Jahr 848. Grabfunde weisen auf Besiedlungen um den Ort schon in den ersten nachchristlichen Jahrhunderten hin.
Am 1. Juli 1974 wurde Heugrumbach im Rahmen der Gebietsreform in Bayern nach Arnstein eingemeindet.